# Fenna Mastenbroek
Fenna Mastenbroek (Sneek, 16 maart 1788— aldaar, 3 oktober 1826) was een Nederlandse schrijfster. Zij schreef onder andere romans, korte verhalen en kinderboeken.

## Leven en werk
Mastenbroek werd in maart 1788 geboren als dochter van de houthandelaar Pieter Jacob Mastenbroek en Janneke Theunis ten Cate. Zij groeide op in een herenhuis, dat in opdracht van haar ouders was gebouwd aan het Kleinzand, een gracht in de binnenstad van Sneek.
Mastenbroek schreef stichtelijke literatuur voor vrouwen en meisjes. Zij behoorde met Francijntje de Boer, Anna Barbara van Meerten-Schilperoort en Petronella Moens tot de groep vooraanstaande vrouwelijke auteurs in het begin van de 19e eeuw. Zij overleed in oktober 1826 op 38 leeftijd in haar woonplaats Sneek. Na haar overlijden verscheen De kunst om gelukkig te worden. Ook werden enkele van haar werken na haar overlijden herdrukt. Haar werk werd door tijdgenoten positief beoordeeld. Haar gedicht Welkomst-groet werd in 2007 door Komrij opgenomen in De Nederlandse kinderpoëzie in 1000 en enige gedichten.

## Bibliografie

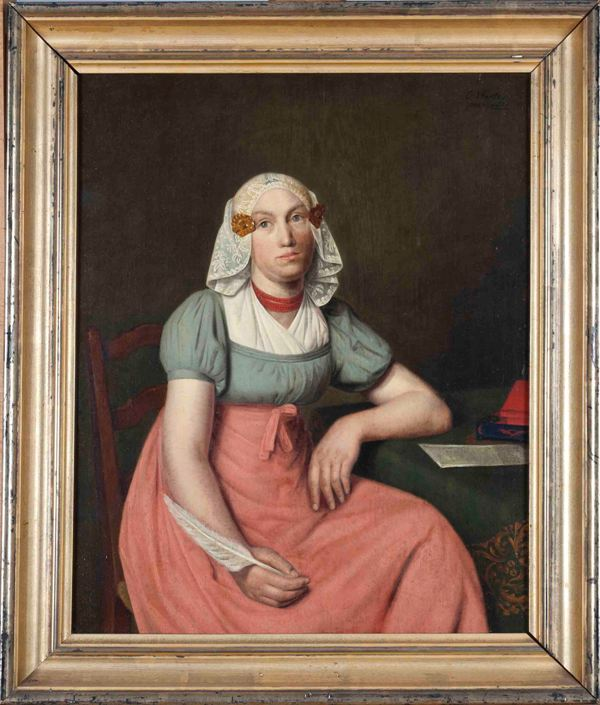
Jonge Fenna Mastenbroek (door Cornelis Wester)
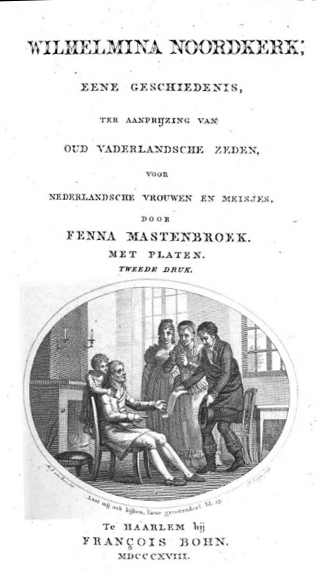
Titelblad van Wilhelmina Noordkerk (1818)
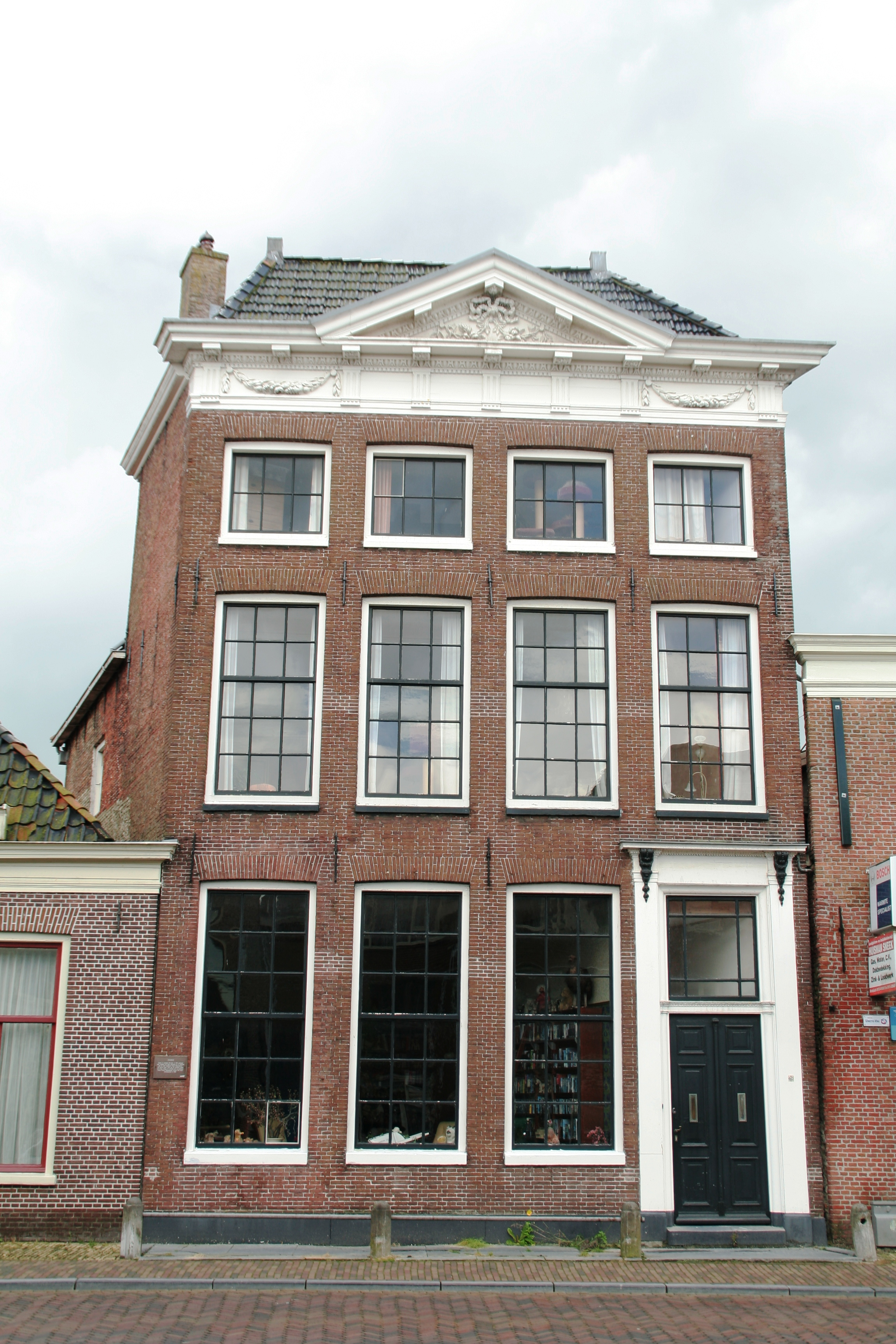
De ouderlijke woning aan het Kleinzand 60 te Sneek